# Apseudella typica
Apseudella typica is een naaldkreeftjessoort uit de familie van de Apseudellidae. De wetenschappelijke naam van de soort is voor het eerst geldig gepubliceerd in 1968 door Lang.